# Plamistość liści

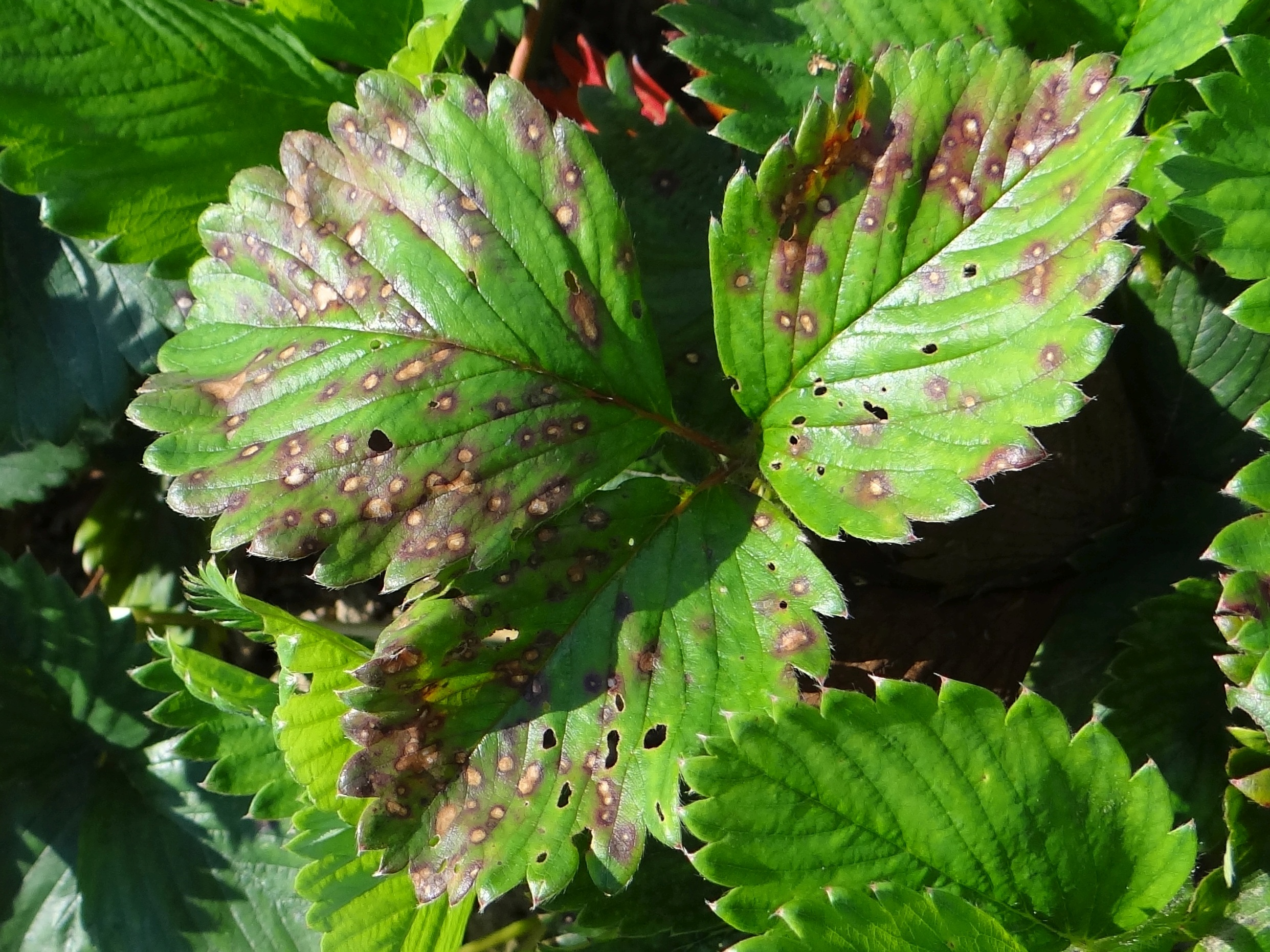
Plamistość liści truskawki wywołana przez Ramularia grevilleana

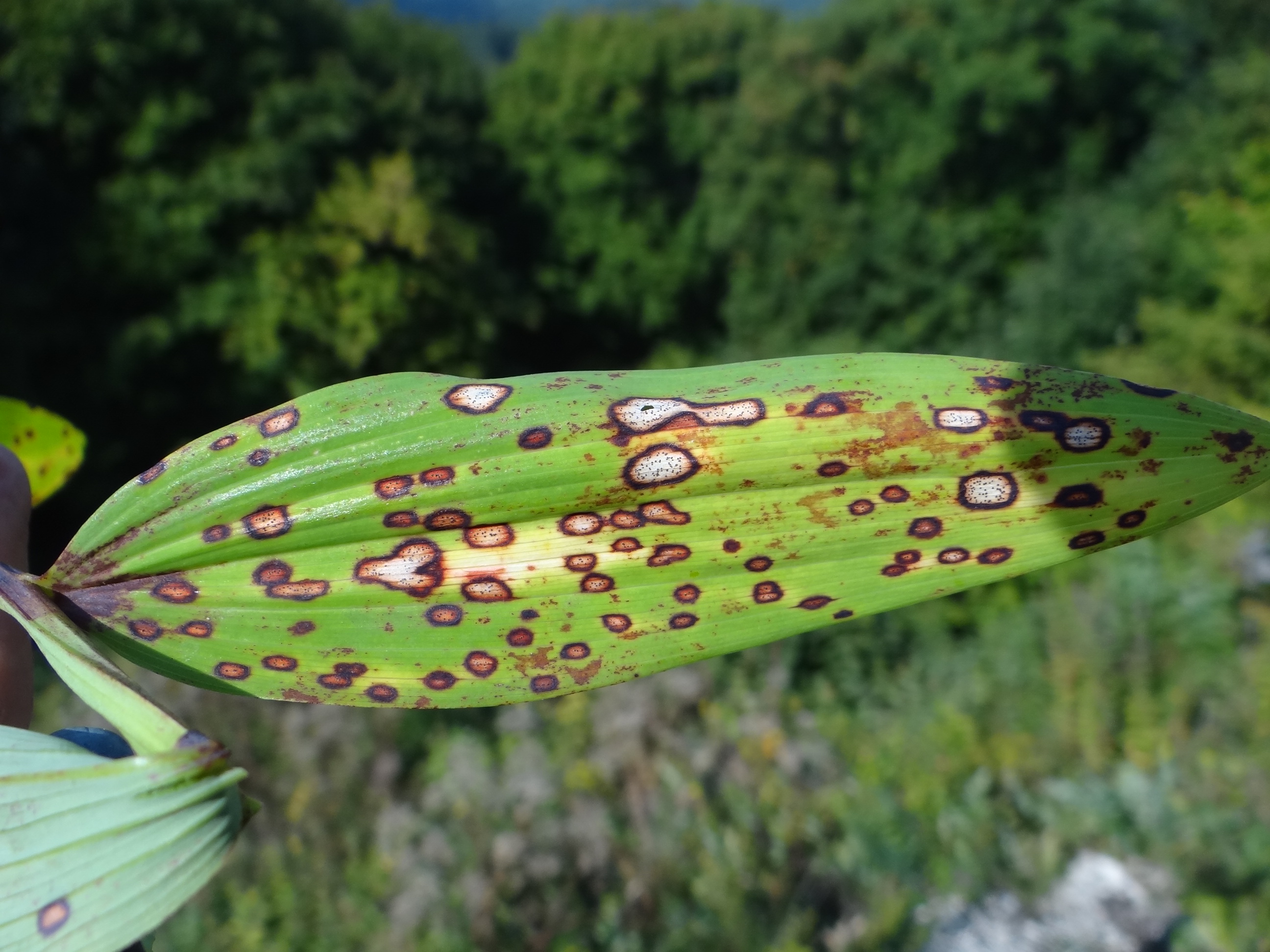
Plamistość liści kokoryczki wonnej wywołana przez Phyllosticta cruenta. Widoczne pyknidia

Plamistość liści – jeden z objawów chorób roślin, polegający na powstawaniu na liściach plam różniących się barwą od zdrowej tkanki liścia. Jest to bardzo częsty objaw wielu chorób roślinnych. Wywoływać go mogą bakterie, lęgniowce i grzyby. W obrębie plam następuje rozwój patogena. W przypadku chorób wywołanych przez grzyby w obrębie plam można zaobserwować także wytwarzane przez te patogeny owocniki lub konidiomy. W miarę postępu choroby plamy powiększają się, a tkanka liścia w ich obrębie często ulega nekrozie, co powoduje zmianę zabarwienia plamy. Plamy mogą zlewać się z sobą i zajmować dużą część powierzchni liścia. Czasami znekrotyzowana tkanka liścia wykrusza się i w miejscu plam powstają dziurki.
Silna plamistość liści powoduje często ich obumarcie i przedwczesne opadanie, co skutkuje osłabieniem rośliny. Na opadniętych na ziemię liściach patogen rozwija się nadal. W wielu przypadkach takie opadłe liście są głównym miejscem, na których może on przetrwać zimę. Wiosną wysiewają się z nich zarodniki dokonujące infekcji pierwotnej.
Morfologia plam na liściach i ich barwa ma duże znaczenie przy rozpoznawaniu gatunku patogena i rodzaju choroby. Brane są pod uwagę takie cechy: kształt plamy, czy jest ona ograniczona przez nerwy liścia, miejsce występowania plam, ich liczba, wielkość, czy się zlewają lub nie, kolor plam, obrzeże plam (ostro ograniczone lub rozmyte), kolor obrzeża plamy. Czasami wokół plamy występuje tzw. halo. W miarę rozwoju patogenu plama powiększa się i zmienia barwę – zwykle staje się coraz ciemniejsza. Postępuje także nekroza tkanek, wskutek czego czasami obumarłe tkanki wykruszają się i powstaje otwór. Dzieje się to w środku plamy, lub w całej plamie.
Inny charakter mają zmiany zabarwienia wywołane przez wirusy. Jest to tzw. mozaika. Zazwyczaj jest niestrefowana, jednobarwna (często chlorotyczna), bez ciemniejszej obwódki i nie występują na niej owocniki czy konidiomy.